# PROSITE
PROSITE ist eine Datenbank für Protein-Familien und -Domänen, die 1988 von Amos Bairoch erstellt wurde. In den Datenbank-Einträgen werden die Domänen, Familien und funktionellen Gruppen von Proteinen beschrieben. Die Datenbank wird von Mitarbeitern des Schweizer Institutes für Bioinformatik manuell kontrolliert und überarbeitet.

## Ähnliche Datenbanken
- UniProt